# 华钩藤
华钩藤（学名：Uncaria sinensis）为茜草科钩藤属下的一个种。其种加词“sinensis”意为“中华的”。